# Die Königin von Saba
Die Königin von Saba (en alemany, La reina de Saba), op. 27, és una òpera en quatre actes composta per Károly Goldmark sobre un llibret alemany de Salomon Hermann Mosenthal, basat en el Primer llibre dels Reis de l'Antic Testament. S'estrenà a la Hofoper de Viena el 10 de març de 1875.

## Origen i context
Encara que Goldmark va néixer a Hongria el 1839, de molt petit es va traslladar a Viena, ciutat on va desenvolupar pràcticament tota la seva carrera i on va morir als 85 anys, el 1915. Goldmark pertanyia a una família de jueus i la seva afició per la música va venir del seu pare, cantor d'una sinagoga. Tot i haver llegat una abundant quantitat d'obres per als més diversos gèneres, són bàsicament tres les creacions que l'han perpetuat en un pla de major figuració en la història de la música. Elles són el gran poema simfònic Boda camperola, el seu concert per a violí, i l'òpera La reina de Saba.
El conegut tema de la Reina de Saba i la seva visita al Rei Salomó, relatat en el Llibre dels Reis de l'Antic Testament, ha donat permanent peu per la creació d'obres literàries, de les arts plàstiques, del cinema i també de la música. Compositors com els francesos Antoine Elwart i Charles Gounod van concebre òperes amb el mateix nom. Händel va compondre l'oratori Salomó, on el passatge instrumental titulat Entrada de la reina de Saba és el més divulgat. L'italià Ottorino Respighi, per la seva banda, va crear la música per a un gran ballet titulat Belkis, la reina de Saba.
El 1863 Goldmark va encarregar al dramaturg i poeta austríac Salomon Hermann Mosenthal la redacció d'un llibret sobre el tema de la reina de Saba. Rebut el treball, el compositor el va qualificar d'inacceptable, raó per la qual aquest va haver d'esperar dos anys perquè estigués llest un nou llibret que comptés amb la seva aprovació. Així, va ser el 1865 que, ja amb nous textos de Hermann Mosenthal, Goldmark va començar la composició de la que seria la seva primera òpera. Després d'algunes deliberacions, Goldmark va reescriure el final de l'òpera per acabar amb la tràgica mort d'Assad.

## Representacions

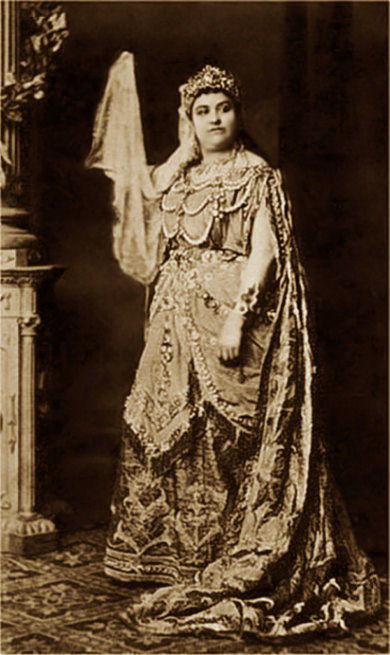
Amalie Materna, soprano dramàtica, caracteritzada per al paer que va crear de la Reina de Saba

Després de llargs períodes en què el treball va ser postergat, l'obra va veure finalment la seva estrena al Teatre de la Cort de Viena el 10 de març de 1875, amb un important suport per part del govern hongarès per accelerar la finalització de l'obra. La reina de Saba és la primera de les seves cinc òperes estrenades a Viena. Les dues primeres òperes importants que estrenà el teatre vienès foren de Goldmark, Merlin fou la segona. Actualment molt de tant en tant hi apareix en la seva temporada, quan abans de la Segona Guerra Mundial era un títol absolutament popular. Golmark era jueu i quan Àustria va ser annexionada totes les seves òperes van desaparèixer.
Encara que havia sigut escrit per a una mezzosoprano, el paper de la reina de Saba el va estrenar l'aclamada soprano dramàtica Amalie Materna, que s'havia creat diversos papers en les òperes de Wagner. L'estrena va ser un gran èxit, en part gràcies a la capacitat del gerent del teatre de persuadir a Goldmark per fer retallades considerables després de l'assaig general. Van seguir nombroses representacions en diverses ciutats europees, i l'obra es va convertir en molt popular a Itàlia durant diverses dècades. L'òpera es va estrenar als Estats Units al Metropolitan Opera de Nova York el 2 de desembre de 1885, amb enorme èxit en les seves quinze representacions, amb les que aconseguí ser l'òpera amb més afluència de tota la temporada. La reina de Saba va tenir molt èxit a Itàlia. El 1901 es va estrenar a Buenos Aires i es va dur a terme de forma continuada a Budapest fins a la dècada de 1930.

## Repartiment estrena

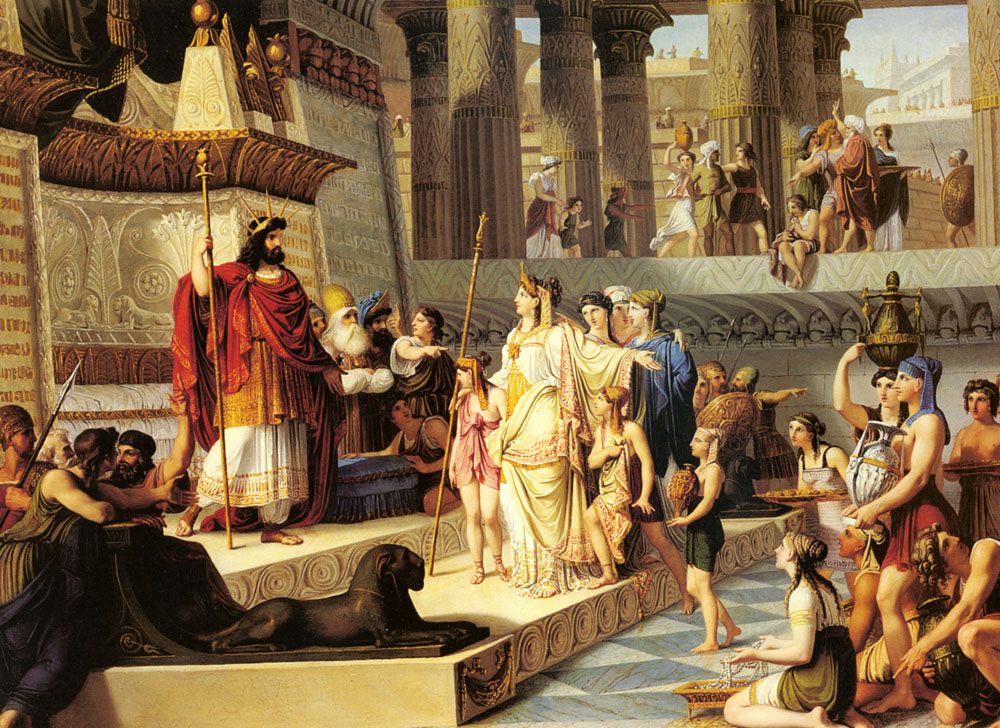
Solomó i la reina de Saba de Giovanni Demin (1789-1859)

| Rol                | Tipus de veu | Elenc estrena, 10 de març de 1875 (Director: Johann von Herbeck) |
| ------------------ | ------------ | ---------------------------------------------------------------- |
| Assad              | tenor        | Gustav Walter                                                    |
| Rei Salomó         | baríton      | Johann Nepomuk Beck                                              |
| Reina de Saba      | mezzosoprano | Amalie Materna                                                   |
| Sulamith           | soprano      | Marie Wilt                                                       |
| Astaroth           | soprano      | Hermine von Siegstädt                                            |
| Baal-Hanan         | baríton      | Theodor Lay                                                      |
| Alt sacerdot       | baix         | Hans von Rokitansky                                              |
| Guardià del Temple | baix         | Hans von Rokitansky                                              |

## Anàlisi musical
La reina de Saba és una òpera de partitura més aviat convencional, però que demanda una posada en escena d'alta sumptuositat, a l'estil d'algunes produccions de la Grand opéra francesa. Òpera monumental i exòtica, tant del gust de l'època (Samson et Dalila, Salambo, Thaïs o la mateixa Aida), que Goldmark va escriure per a la mezzosoprano Caroline von Gomperz-Bettelheim, tot i que la va acabar estrenant la wagneriana Amalie Materna. Bettleheim posseïa una veu impressionant i el paper va ser escrit per mostrar la seva àmplia gamma i habilitats dramàtiques.
Tot i que té molts tints italianitzants, en el tractament musical hi ha també evidents aproximacions al llenguatge wagnerià, tant pel desenvolupament d'un decidit cromatisme, com també per l'ús, encara que no sistemàtic, del recurs del leitmotiv.